# Berg aan de Maas

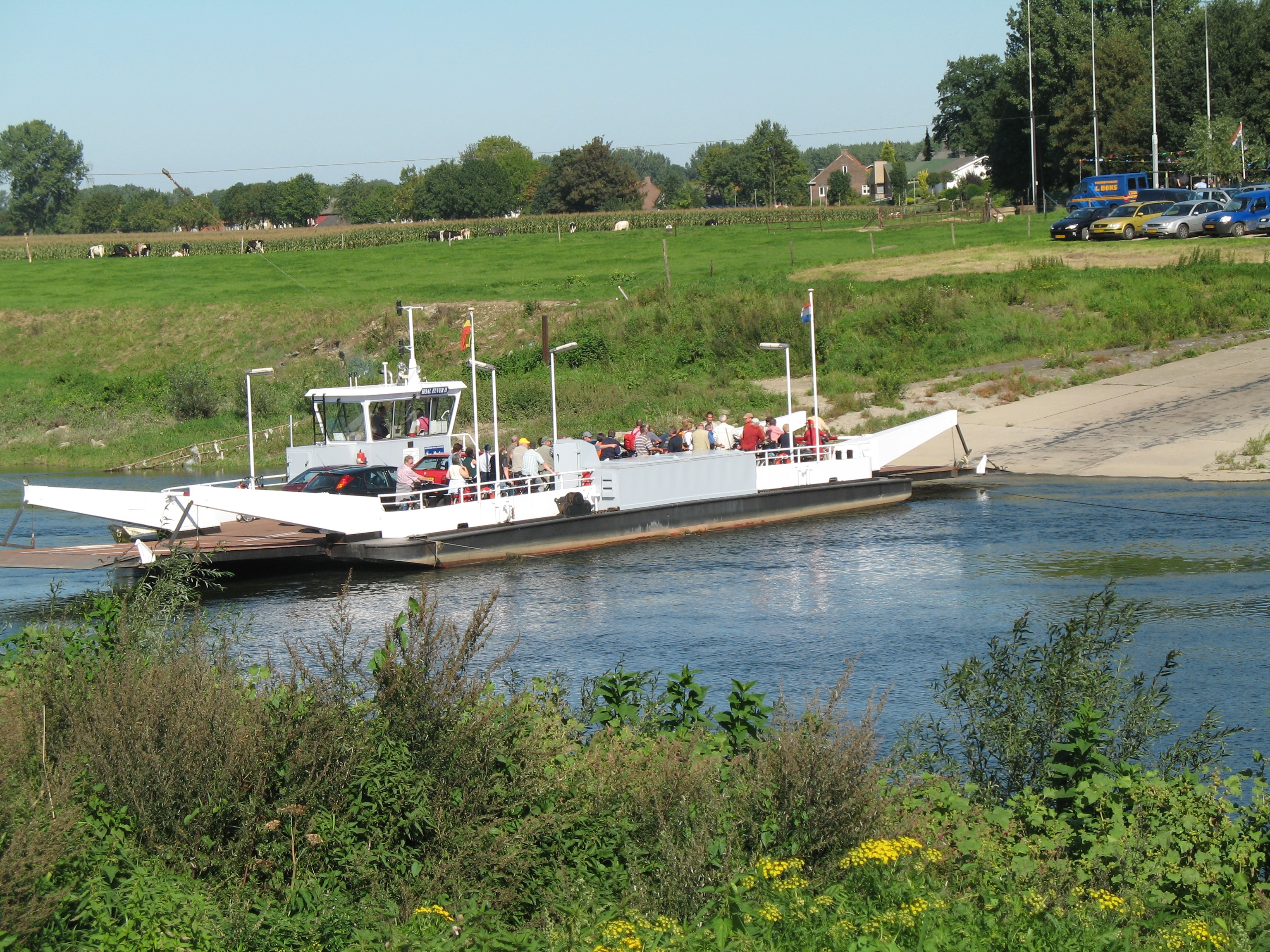
Veerpont over de Maas van Meeswijk naar Berg aan de Maas

Berg aan de Maas is een plaats in het zuiden van Nederlands Limburg. Zij maakt sinds 1982 deel uit van de Limburgse gemeente Stein. Tot de gemeentelijke herindeling in 1982 behoorde zij tot de voormalige gemeente Urmond, die is opgegaan in de nieuwe fusiegemeente Stein. Voor de Franse bezetting in 1794 was het een Guliks dorp met een eigen bestuur. In 1800 werden Berg aan de Maas en de voormalige Vrijheid Urmond samengevoegd tot de gemeente Urmond.

## Geschiedenis
Berg aan de Maas werd voor het eerst schriftelijk vermeld in 1296 als Berghe supra Mosam. De parochie werd voor het eerst in 1533 schriftelijk vermeld en had toen een eigen kerkgebouw. De toevoeging "aan de Maas" dient ter onderscheiding van het gelijknamige en tevens in Limburg gelegen Berg in de gemeente Valkenburg aan de Geul. Beide plaatsen worden lokaal en in hun naaste omgeving veelal kortweg "Berg" genoemd. De naam is ontstaan omdat het dorp op een steilrand boven de Maas is gelegen.
Tot 1794 behoorde Berg tot het Hertogdom Gulik en het werd in 1800 met de voormalige vrijheid Urmond samengevoegd tot de gemeente Urmond. In 1982 werd deze gemeente onderdeel van de gemeente Stein.
Op de Graetheide ten oosten van het dorp is tussen 1917 en 1921 bruinkool gewonnen in de Louisegroeve I. De kool werd via een veldspoor over de Berger Koeweg (nu Louisegroeveweg) en de Havenstraat naar Berg gebracht. Aan de Berger Schoor werd de bruinkool op schepen gestort, die het via de Maas afvoerden.
Door de aanleg van het Julianakanaal (geopend in 1934) kwam Berg op een geïsoleerde landtong tussen Maas en kanaal in te liggen, zij het daarmee verbonden via een brug over het kanaal. Er werd langs het kanaal door de NV Maasgrind- en Zandexploitatie Juliana een 132 meter lange kademuur opgetrokken met laad- en losfaciliteiten en daarachter kwam een opslag van zand en grind. Het beeldbepalende bedrijf verhuisde in de jaren 80 van de 20e eeuw naar een industrieterrein bij Born.
De laaggelegen delen van Berg werden in het verleden geteisterd door rivieroverstromingen.
In 1953 startte het eerste wat grootschaliger woningbouwproject in Berg, en verrees de buurt Soestdijk van 36 woningen, gevolgd door Nederheide en Koningsberg. Anno 2007 heeft Berg circa 2050 inwoners, terwijl het inmiddels qua bebouwing eraan vast gelegen gehucht Nattenhoven er circa 170 telt.

## Bezienswaardigheden
- De Sint-Michaëlkerk van 1842 en 1905.
- De Sint-Jozefkapel op de hoek van de Marijkelaan en Margrietstraat.
- Kerkstraat 16 is een U-vormige boerderij met een 17e-eeuwse kern.
- Heilig Hartbeeld van 1935.

## Galerij

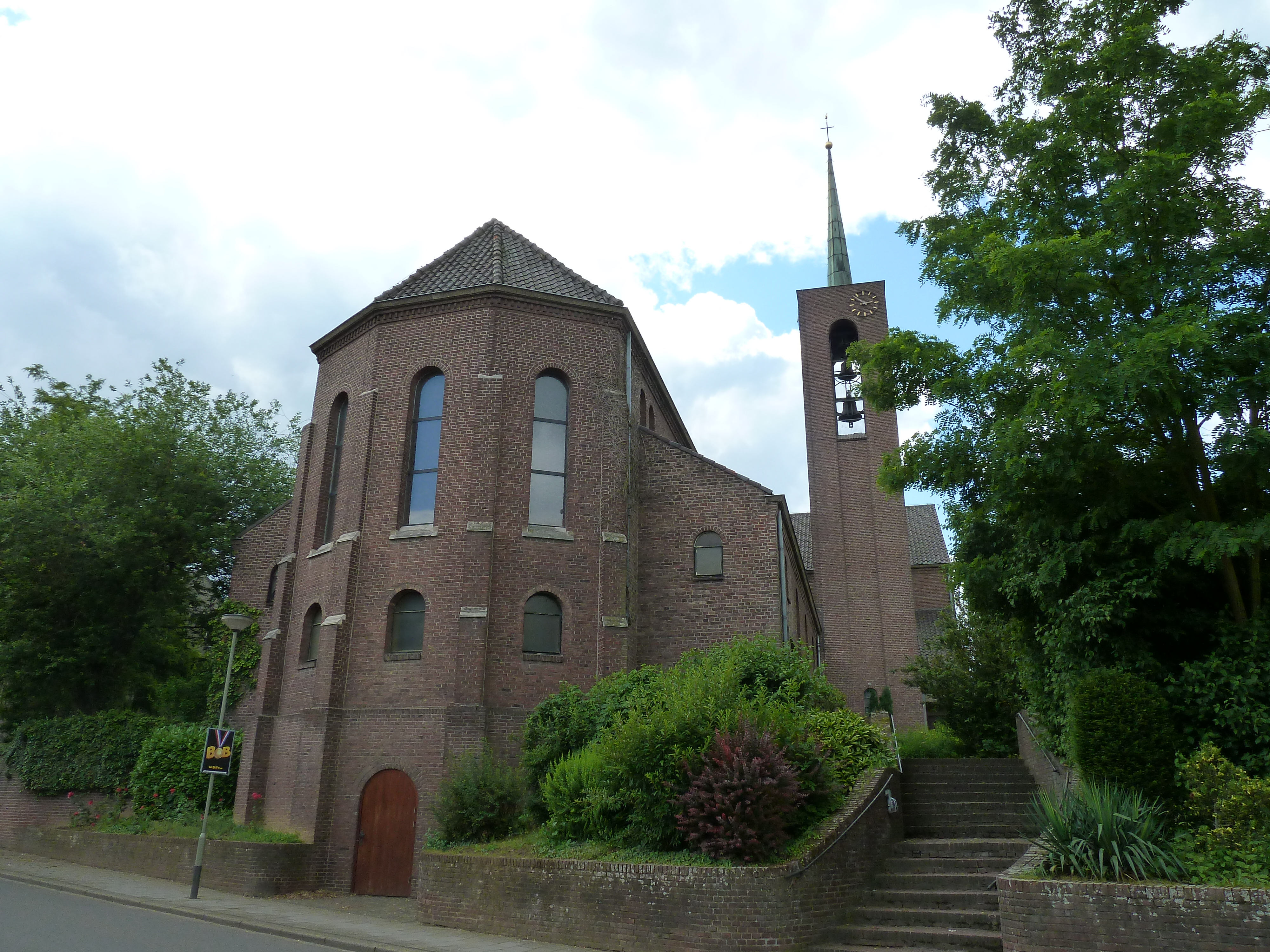
Sint-Michaëlkerk
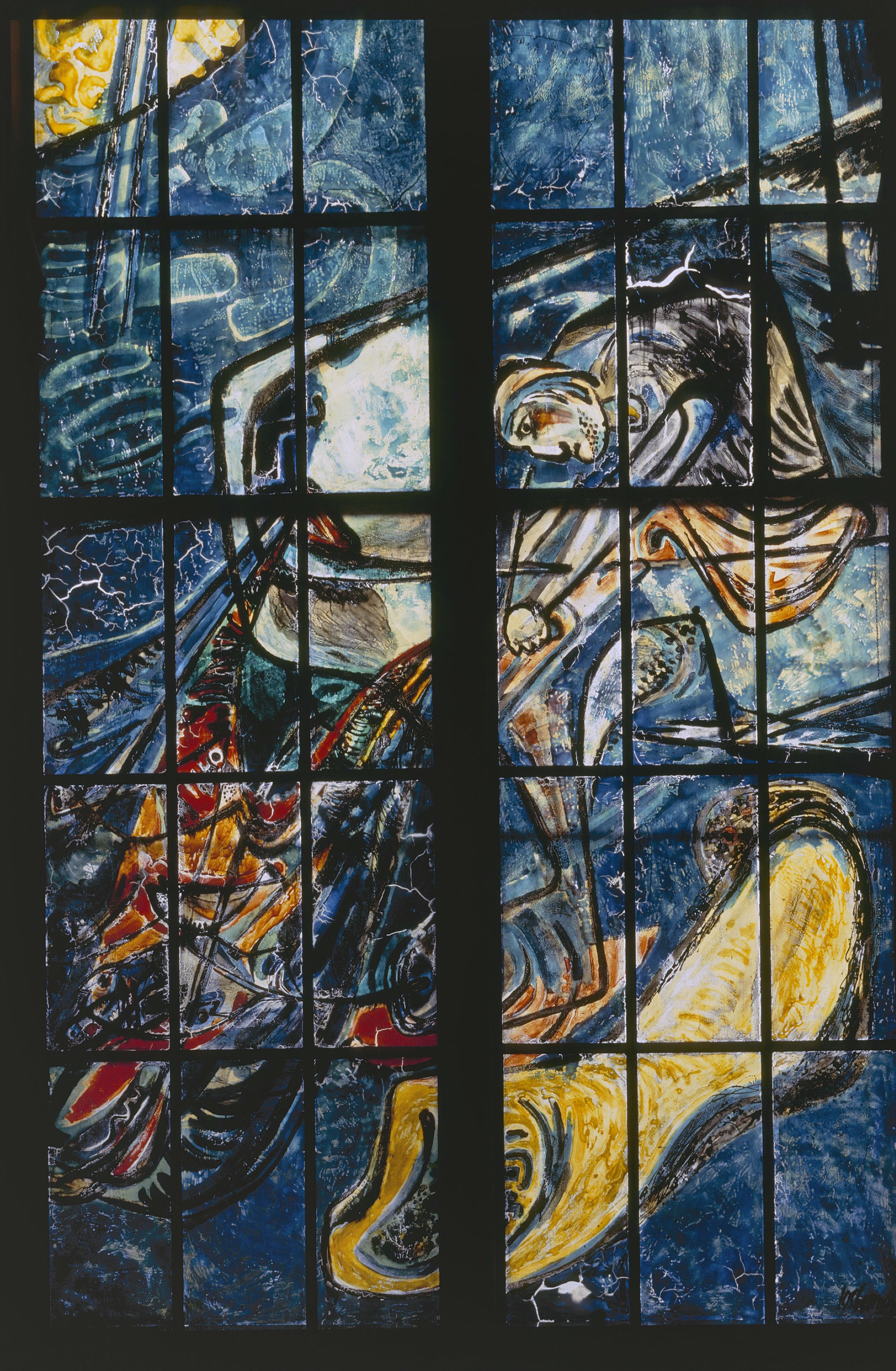
Gebrandschilderd raam in de kerk
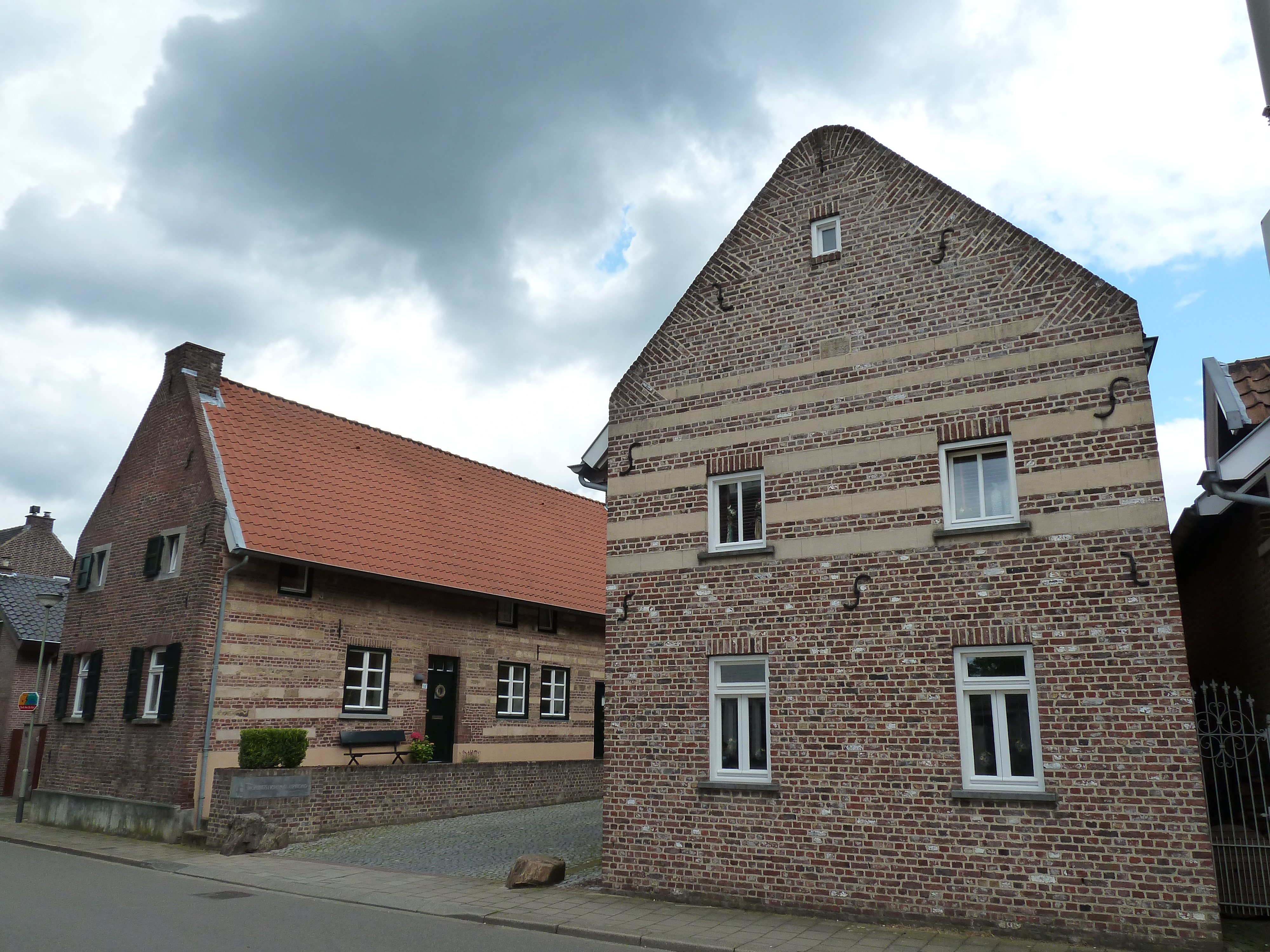
Boerderij Kerkstraat 16
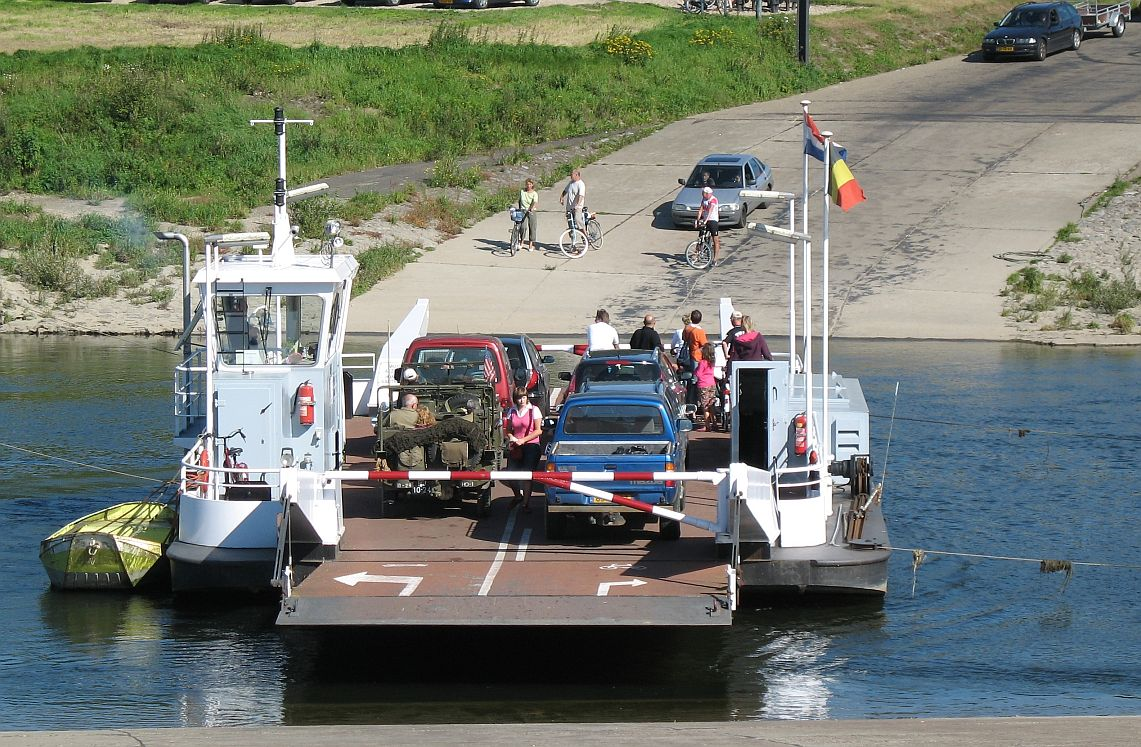
Veer naar Stokkem

Zie ook
- Lijst van rijksmonumenten in Berg aan de Maas

## Natuur en landschap
Berg ligt aan de Maas op een steilrand op een hoogte van ongeveer 45 meter. De Maas is tevens grensrivier met België. Sinds omstreeks 1930 ligt Berg op een smalle landtong tussen Maas en Julianakanaal.

## Nabijgelegen kernen
Obbicht, Stokkem, Urmond, Geleen, Einighausen
Dorpen: Berg aan de Maas · Elsloo · Meers · Stein · Urmond

Buurtschappen, gehuchten en wijken: Catsop · De Weert · Kerensheide · Kleine Meers · Maasband · Nattenhoven · Nieuwdorp · Oud-Stein · Oud-Urmond · Stein-Centrum · Terhagen · Urmond-Oost · Veldschuur

Limburg: Steden en dorpen      Nederland: Provincies · Gemeenten